# Red de área amplia

Interconexión entre la red de área local (LAN) y la red de área amplia (WAN).

Una red de área amplia, o WAN (wide area network en inglés), es una red de computadoras que une e interconecta varias redes de ámbito geográfico mayor, por ejemplo redes de área local, aunque sus miembros no estén todos en una misma ubicación física. 
Muchas WAN son construidas por organizaciones o empresas para su uso privado, otras son instaladas por los proveedores de Internet (ISP) para proveer conexión a sus clientes.
Hoy en día, internet brinda conexiones de alta velocidad, de manera que un alto porcentaje de las redes WAN se basan en ese medio, reduciendo la necesidad de redes privadas WAN, mientras que las redes privadas virtuales utilizan cifrado y otras técnicas para generar una red dedicada sobre comunicaciones en Internet.

## Definición
Las WAN no necesariamente tienen que estar conectadas a las LAN. Por ejemplo, puede tener un esqueleto localizado de una tecnología WAN, que conecta diferentes LANs dentro de un campus. Esta podría ser la de facilitar las aplicaciones de ancho de banda más altas, o proporcionar una mejor funcionalidad para los usuarios.
Las WAN se utilizan para conectar redes LAN y otros tipos de redes. Así los usuarios se pueden comunicar con los usuarios y equipos de otros lugares. Muchas WAN son construidas por una organización en particular y son privadas. Otras, construidas por los proveedores de servicios de Internet, que proporcionan conexiones LAN a una organización de Internet. WAN a menudo se construyen utilizando líneas arrendadas. En cada extremo de la línea arrendada, un enrutador conecta la LAN en un lado con un segundo enrutador dentro de la LAN en el otro. Las líneas arrendadas pueden ser muy costosas. En lugar de utilizar líneas arrendadas, WAN también se puede construir utilizando métodos menos costosos de conmutación de circuitos o conmutación de paquetes. La red de protocolos, incluyendo TCP/IP, tiene la función de entrega de transporte y funciones de direccionamiento. Los protocolos, incluyendo paquetes como SONET/SDH, MPLS, ATM y Frame Relay son utilizados a menudo por los proveedores de servicios que ofrecen los vínculos que se usan en redes WAN. X.25 fue pronto un protocolo WAN importante, y es a menudo considerado como el "abuelo" de Frame Relay, ya que muchos de los protocolos subyacentes y funciones de X.25 todavía están en uso hoy en día (con actualizaciones) por Frame Relay.
La investigación académica en redes de área amplia puede ser dividido en tres áreas: modelos matemáticos, emulación de red y de simulación de red.
Mejoras en el rendimiento a veces se entregan a través de los servicios de archivos de área extensa o por servicios de optimización de la WAN.

## Opciones de tecnología de conexión
Hay varias opciones disponibles para la conectividad WAN:
| Opción:                                          | Descripción | Ventajas | Desventajas                               | Rango de ancho de banda | Protocolos de muestra utilizada  |
| ------------------------------------------------ | --- | --- | ----------------------------------------- | ----------------------- | -------------------------------- |
| Línea dedicada                                   | Peer-to-peer de conexión entre dos ordenadores, o redes de área local (LAN). | El más seguro | Caro                                      |                         | PPP, HDLC, SDLC, HNAS            |
| Conmutación de circuitos                         | Un camino circuito dedicado se crea entre los puntos finales. Su mejor ejemplo son las conexiones de acceso telefónico. | El más barato | Configuración de llamadas                 | 28-144 kbit/s           | PPP, RDSI                        |
| Conmutación de paquetes (Orientado por conexión) | Dispositivos de paquetes de transporte a través de una línea compartida única de punto a punto de enlace punto a multipunto o a través de una red interna de soporte. Antes se puede intercambiar información entre dos puntos finales, primero establecer un circuito virtual. Se transmiten paquetes de longitud variable a través de los circuitos virtuales permanentes (PVC) o circuitos virtuales conmutados (SVC).                                          | | Los medios compartidos a través de enlace |                         | X.25, Frame-Relay                |
| Conmutación de paquetes (sin conexión)           | Dispositivo de paquetes de transporte a través de una red compartida única de punto a punto de enlace punto a multipunto o a través de una red interna de soporte. Se transmiten paquetes de longitud variable. Entre los puntos finales sin conexión es la acumulación; puntos finales solo pueden ofrecer paquetes a la red, dirigirse a cualquier otro punto final y la red intentará entregar el paquete. A modo de ejemplo: Internet funciona de esta manera. | Muy robusto y bajo costo operativo | Los medios compartidos a través de enlace |                         | IPv4, IPv6                       |
| Conmutación de celdas                            | Es igual que en la conmutación de paquetes, pero utiliza células de longitud fija en lugar de paquetes de longitud variable. Los datos se dividen en celdas de longitud fija, y luego son transportados a través de circuitos virtuales. | Antes del 2000, esta fue vista como la mejor opción para el uso simultáneo de voz y datos. Con las altas velocidades de enlace en las redes modernas, esta ventaja carece de sentido. | El overhead puede ser considerable        |                         | ATM (Asynchronous Transfer Mode) |

Las tasas de transmisión han aumentado con el tiempo, y seguirán aumentando. Alrededor de 1960 a 110 bits/s (bits por segundo) de la línea fue normal en el borde de la WAN, mientras que los enlaces centrales de 56 kbit/s a 64 kbit/s se consideraron "rápida". En este momento (2016) los hogares están conectados a Internet con ADSL o Fibra óptica a velocidades que van desde 1 Mbit/s hasta 600 Mbit/s, y las conexiones en el núcleo de una WAN puede variar de 1 Gbit/s de 300 Gbit/s.
Recientemente, con la proliferación del bajo coste de conexión a Internet muchas empresas y organizaciones han recurrido a las VPN para interconectar sus redes, creando una red WAN de esa manera. Empresas como Citrix, Cisco, New Edge Networks y Check Point ofrecen soluciones para crear redes VPN.

## Características
- Posee máquinas dedicadas a la ejecución de programas de usuario (hosts).
- Una sub-red, donde conectan varios hosts.
- División entre líneas de transmisión y elementos de conmutación (enrutadores).
- Es un sistema de interconexión de equipos informáticos geográficamente dispersos, que pueden estar incluso en continentes distintos. El sistema de conexión para estas redes normalmente involucra a redes públicas de transmisión de datos.

## Ventajas de la red WAN
- Permite usar un software especial para que entre sus elementos de red coexistan minicomputadoras y macrocomputadoras.
- No se limita a espacios geográficos determinados.
- Ofrece una amplia gama de medios de transmisión, como los enlaces satelitales.
- Brinda mayor seguridad al tener un control de acceso en tiempo real.
- Proporciona una administración simplificada.
- Da prioridad en conexiones a aplicaciones críticas, respecto a las no críticas.
- Presenta la posibilidad de establecer el servicio sin necesidad de cambiar las redes existentes.

## Desventajas de la red WAN
- Se deben emplear equipos con una gran capacidad de memoria, ya que este factor repercute directamente en la velocidad de acceso a la información.
- No destaca por la seguridad que ofrece a sus usuarios. Los virus y la eliminación de programas son dos de los males más comunes que sufre la red WAN.

## Tipos de redes WAN
Existen varios tipos de red WAN, y tres de ellos se agrupan bajo la clasificación de red conmutada (en física, la conmutación consiste en el cambio del destino de una señal o de una corriente eléctrica):
Por circuitos
Son redes de marcación de (dial-up), como la red de telefonía básica (RTB) y RDSI. Durante el tiempo que dura la llamada, el ancho de banda es dedicado.
Por mensaje
Sus conmutadores suelen ser ordenadores que cumplen la tarea de aceptar el tráfico de cada terminal que se encuentre conectado a ellas. Dichos equipos evalúan la dirección que se encuentra en la cabecera de los mensajes y pueden almacenarla para utilizarla más adelante. Cabe mencionar que también es posible borrar, redirigir y responder los mensajes en forma automática.
Por paquetes
Se fracciona cada mensaje enviado por los usuarios y se transforman en un número de pequeñas partes denominadas paquetes, que se vuelven a unir una vez llegan al equipo de destino, para reconstruir los datos iniciales. Dichos paquetes se mueven por la red independientemente, y esto repercute positivamente en el tráfico, además de facilitar la corrección de errores, ya que en caso de fallos solo se deberán reenviar las partes afectadas. El ancho de banda es compartido entre todos los usuarios que usan la red.

## Topología de los enrutadores
Topologías de los enrutadores en una red de área amplia:
- Estrella
- Anillo
- Árbol
- Malla completa
- Intersección de anillos
- Malla Irregular

## Ejemplos
- Una red bancaria nacional: Las sucursales bancarias de un país se manejan a través de una red vasta y en conexión con otros bancos e incluso con bancos en el extranjero. Cada una de estas redes es una WAN que permite a un usuario extraer dinero en una ATM del otro lado del país, o incluso en un país diferente.
- Las redes empresariales trasnacionales: Las grandes franquicias empresariales que tienen presencia en distintos países del mundo, mantienen a sus trabajadores comunicados mediante una WAN exclusiva de la empresa, de modo que puedan intercambiar información y mantenerse en permanente contacto a pesar de estar en países diferentes.
- Internet: El mejor ejemplo de WAN disponible es la Internet, capaz de comunicar diversos aparatos tecnológicos a lo largo de distancias enormes, incluso de un lado del mundo al otro.
- Educación: Favorece la transformación digital con el fin de enriquecer experiencias de aprendizaje. Proporcionando redes eficientes y seguras para satisfacer las necesidades de los usuarios.